# Akîn
Akîn (în kazahă: ақын, în kîrgîză: акын) este denumirea generică pentru acei poeți și cântăreți, maeștri ai creației orale la popoarele kazah și kîrgîz, care compune și recită versuri acompaniindu-se cu instrumentul popular numit dombra.
O mare popularitate a avut creația akînului kazah Djambul Djabaev.